# Joshua Bryant
Joshua Bryant is een Amerikaans acteur en auteur.
Bryant verscheen sinds eind jaren 60 in talloze producties en speelde vele gastrollen in televisieseries. Zo was hij een aantal keren te zien als sergeant (later soldaat) Jack Scully in M*A*S*H, maar speelde ook gastrollen in onder meer Magnum, P.I., The A-Team, Matlock en L.A. Law. 
Ook speelde hij een rol in de gerenommeerde mini-serie Into the West. Ook was hij te zien in televisiefilms als Columbo: A Friend in Deed, Columbo: Last Salute to the Commodore, Salem's Lot en News at Eleven.

## Filmografie
- Cimarron Strip Televisieserie - Luitenant (Afl., Fool's Gold, 1968)
- Gunsmoke Televisieserie - Young (Afl., The Twisted Heritage, 1969)
- Here Come the Brides Televisieserie - Rol onbekend (Afl., The Last Winter, 1970)
- Mission: Impossible Televisieserie - Stefan (Afl., Decoy, 1970)
- The Curious Female (1970) - Tower
- Mannix Televisieserie - Paul (Afl., Murder Revisited, 1970)
- Untold Damage (Televisiefilm, 1971) - Rol onbekend
- Cannon Televisieserie - Davids broer (Afl., Stone Cold Dead, 1971)
- Ironside Televisieserie - Reuben Colter (Afl., Licence to Kill, 1971)
- Black Noon (Televisiefilm, 1971) - Towhead #1
- Night Gallery Televisieserie - Eliot Blackman (Afl., Pickman's Model, 1971)
- Monty Nash Televisieserie - Broeder Zachary (Afl., Brother Zachary, 1971)
- The Mary Tyler Moore Show Televisieserie - Anton Styrokowski/Sandy (Afl., Baby Sit-Com, 1972)
- Enter the Devil (1972) - Glenn
- Love, American Style Televisieserie - Rol onbekend (Afl., Love and the Sensuous Twin, 1972)
- Ironside Televisieserie - John Moore (Afl., Down Two Roads, 1972)
- Search Televisieserie - Vluchtenreservator (Afl., Moonrock, 1972)
- Emergency! Televisieserie - Bodine (Afl., Women, 1972)
- Ghost Story Televisieserie - Dokter (Afl., Death's Hand, 1973)
- The F.B.I. Televisieserie - Carney (Afl., Memory of a Legend, 1973)
- Ironside Televisieserie - Stoner (Afl., The Helping Hand, 1973)
- The Morning After (Televisiefilm, 1974) - Dr. Emmett
- Cannon Televisieserie - Rol onbekend (Afl., The Cure That Kills, 1974)
- The Rockford Files (Televisiefilm, 1974) - Captain Harry Dell
- Columbo: A Friend in Deed (Televisiefilm, 1974) - Dr. MacMurray
- Kojak Televisieserie - Simon Hecht (Afl., The Only Way Out, 1974)
- The Streets of San Francisco Televisieserie - Dr. Benjamin Blakely (Afl., I Ain't Marchin' Anymore, 1974)
- Barnaby Jones Televisieserie - Stan Porter (Afl., The Deadly Jinx, 1974)
- Trapped Beneath the Sea (Televisiefilm, 1974) - Sam Wallants
- Mannix Televisieserie - Professor Pryor (Afl., Edge of the Web, 1975)
- Framed (1975) - Andrew Ney
- The Night That Panicked America (Televisiefilm, 1975) - Howard Koch
- Matt Helm Televisieserie - Bub Stuart (Afl., Murder on the Run, 1975)
- Barnaby Jones Televisieserie - Dan Parker (Afl., Fantasy of Fear, 1975)
- Cannon Televisieserie - Professor Egan (Afl., The Quasar Kill, 1976)
- The Blue Knight Televisieserie - Rol onbekend (Afl., Throwaway, 1976)
- Petrocelli Televisieserie - Paul Andrews (Afl., Any Number Can Die, 1976)
- City of Angels Televisieserie - Duncan (Afl., The Parting Shot, 1976)
- Columbo: Last Salute to the Commodore (Televisiefilm, 1976) - Wayne Taylor
- The Blue Knight Televisieserie - Sgt. Rainey (Afl., The Rose and the Gun, 1976)
- Switch Televisieserie - Rol onbekend (Afl., The Snitch, 1977)
- Barnaby Jones Televisieserie - Harris Lassiter (Afl., The Deadly Charade, 1977)
- The Man from Atlantis Televisieserie - Dr. Doug Berkley (Afl., The Man from Atlantis, 1977)
- Starsky and Hutch Televisieserie - Jerry Tabor (Afl., Long Walk Down a Short Dirt Road, 1977)
- Future Cop Televisieserie - Andrew (Afl., The Kansas City Kid, 1977)
- The Rockford Files Televisieserie - Agent Mike Wolf (Afl., Dirty Money, Black Light, 1977)
- The Feather and Father Gang Televisieserie - Rol onbekend (Afl., The Judas Bug, 1977)
- Killer on Board (Televisiefilm, 1977) - Rol onbekend
- Rafferty Televisieserie - Robert Cardler (Afl., The Epidemic, 1977)
- Visions Televisieserie - Dr. Rosen (Afl., The Dancing Bear, 1977)
- The Love Boat Televisieserie - Jack Simmons (Afl., The Understudy/Married Singles/Lost and Found, 1977)
- Little House on the Prairie Televisieserie - Adam Simms (Afl., Here Come the Brides, 1977|A Most Precious Gift, 1978)
- Killing Stone (Televisiefilm, 1978) - Harold Rizzi
- The Rockford Files Televisieserie - Rol onbekend (Afl., A Three-Day Affair with a Thirty-Day Escrow, 1978)
- Maneaters Are Loose! (Televisiefilm, 1978) - Tom Purcell
- Dallas Televisieserie - Peter Carson (Afl., Election, 1978)
- Greatest Heroes of the Bible Televisieserie - Rol onbekend (Afl., Joseph and His Brothers, 1978)
- Suddenly, Love (Televisiefilm, 1978) - Rol onbekend
- CHiPs Televisieserie - Benson (Afl., Disaster Squad, 1978)
- The Rockford Files Televisieserie - Holt (Afl., A Material Difference, 1979)
- Salem's Lot (Televisiefilm, 1979) - Ted Petrie
- Hart to Hart Televisieserie - Paul Villon (Afl., With This Gun, I Thee Wed, 1979)
- M*A*S*H Televisieserie - Sergeant/soldaat Jack Scully (Afl., A Night at Rosie's, 1979|Guerilla My Dreams, 1979|Stars and Stripes, 1979)
- Barnaby Jones Televisieserie - Alex Harmon (Afl., The Killing Point, 1980)
- CHiPs Televisieserie - Arthur (Afl., Wheels of Justice, 1980)
- To Climb a Mountain (Televisiefilm, 1981) - Rol onbekend
- Eight Is Enough Televisieserie - Walt Liebowitz (Afl., Goals, 1981)
- First Monday in October (1981) - Bill Russell
- Behind the Screen Televisieserie - Gerry Holmby (Afl. onbekend, 1981-1982)
- Wait Until Dark (Televisiefilm, 1982) - Mike Talman
- Bret Maverick Televisieserie - Busted Bill Sharples (Afl., Dateline: Sweetwater, 1982)
- Knots Landing Televisieserie - Larry Wilson (Afl., Silver Shadows, 1982|Letting Go, 1982)
- Magnum, P.I. Televisieserie - Keeler (Afl., Foiled Again, 1982)
- The Powers of Matthew Star Televisieserie - Martin Ragland (Afl., 36 Hours, 1983)
- Secrets of a Mother and Daughter (Televisiefilm, 1983) - Barry
- The A-Team Televisieserie - Baker (Afl., The White Ballot, 1983)
- Hart to Hart Televisieserie - Dan Wilmott (Afl., Silent Dance, 1984)
- Riptide Televisieserie - Dr. Robert Atkins (Afl., The Hardcase, 1984)
- Gone Are the Dayes (Televisiefilm, 1984) - Fred Cooper
- Crazy Like a Fox Televisieserie - Rol onbekend (Afl., The Geronimo Machine, 1985)
- Wildside Televisieserie - Pike (Afl., Delinquency of a Miner, 1985)
- The Education of Allison Tate (1986) - Richard Tate
- St. Elsewhere Televisieserie - Dr. Bond Stevens (Afl., Out on a Limb, 1986)
- News at Eleven (Televisiefilm, 1986) - Martin Kent
- The Deliberate Stranger (Televisiefilm, 1986) - Aanklager
- Matlock Televisieserie - Dave Edwards (Afl., The Seduction, 1986)
- The Thanksgiving Promise (Televisiefilm, 1986) - Sam the Vet
- Starman Televisieserie - Wayne Geffner (Afl., Starscape: Part 1 & 2, 1987)
- J.J. Starbuck Televisieserie - Billy (Afl., First You've Got to Go to the Picnic, 1987)
- Highway to Heaven Televisieserie - Caz (Afl., Summer Camp, 1989)
- L.A. Law Televisieserie - Dr. Gregory Stark (Afl., Lie Down and Deliver, 1989)
- B.L. Stryker Televisieserie - Rol onbekend (Afl., Plates, 1990)
- Project Eliminator (1991) - Rol onbekend
- Lucky Luke Televisieserie - Rol onbekend (Afl. onbekend, 1993)
- The Lazarus Man Televisieserie - Rol onbekend (Afl., Killer, 1996)
- Touched by an Angel Televisieserie - Harry (Afl., Thief of Hearts, 2001)
- Into the West (Mini-serie, 2005) - Generaal William T. Sherman
- The Lost Room (Mini-serie, 2006) - Art O'Dougherty